# Wladimir Semjonowitsch Makanin

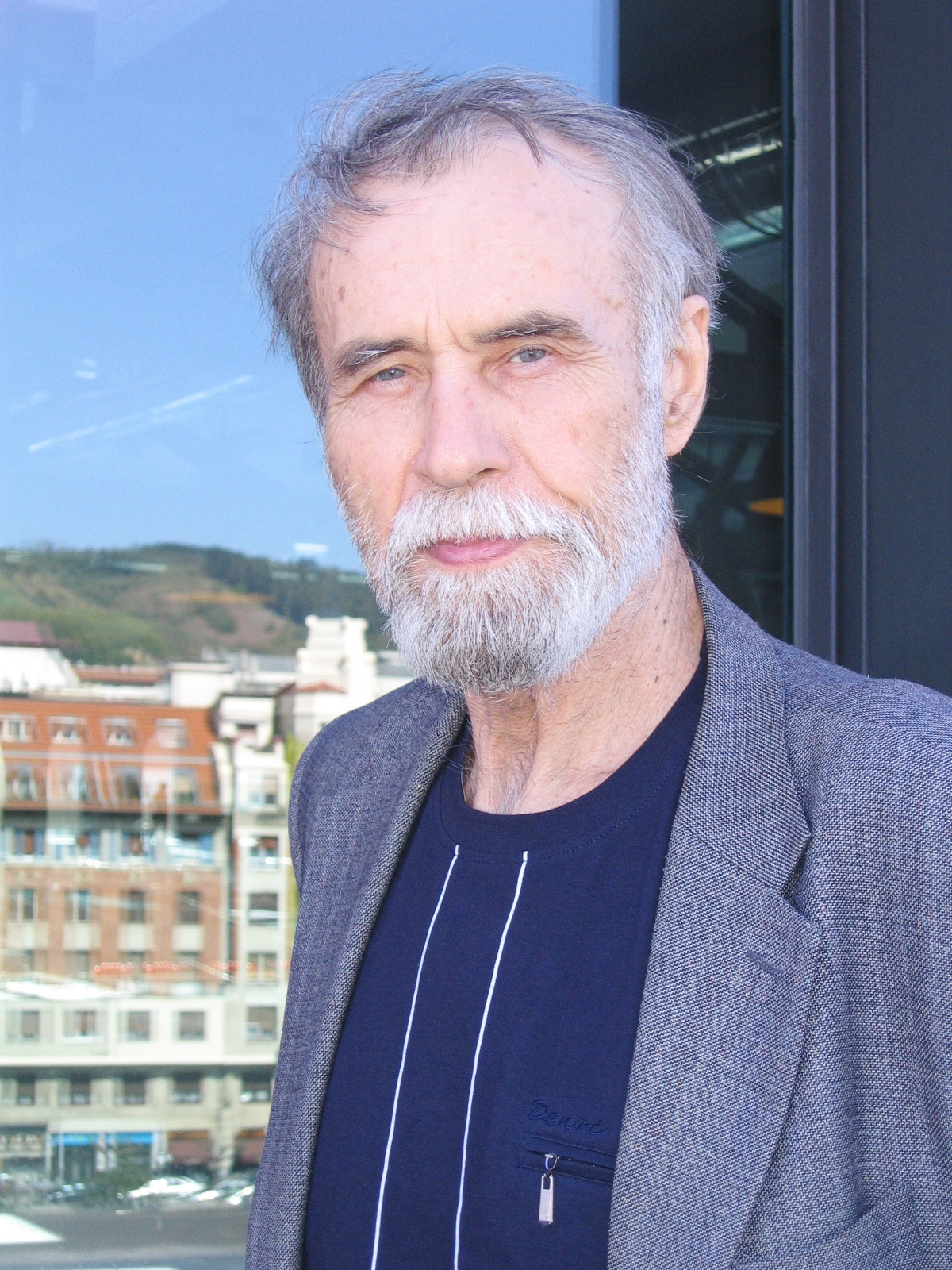
Wladimir Makanin, Bilbao, 2011

Wladimir Semjonowitsch Makanin (russisch Владимир Семёнович Маканин; * 13. März 1937 in Orsk; † 1. November 2017 in Krasny bei Rostow am Don) war ein russischer Schriftsteller.

## Leben
Makanin hat Gedichte, Romane und Erzählungen veröffentlicht. Bis 1965 war er Mathematiker und Filmemacher. Danach absolvierte er Kurse zum Drehbuchautor und arbeitete als Lektor im Verlag Sowjetski pissatel (Der Sowjet-Schriftsteller). Seit dem Ende der 1960er-Jahre lebte und arbeitete Makanin als freischaffender Schriftsteller in der Sowjetunion, später Russland. Er gehörte zu der sogenannten „Moskauer Schule“, die sich durch eine nüchterne Darstellung des grotesken alltäglichen Lebens und der psychischen Folgen scharf von der offiziellen sowjetischen Kunstdoktrin des Sozialistischen Realismus abgrenzt.
Seine auf Deutsch erschienenen Werke beschreiben das Panorama der russischen Gesellschaft im Umbruch nach dem Zerfall der Sowjetunion.

## Preise
- 1984: Ehrenzeichen der Sowjetunion
- 1993: Russischer Booker-Preis
- 1998: Puschkin-Preis für sein Gesamtwerk
- 1999: Staatspreis der Russischen Föderation
- 2001: Italienischer Penne-Preis
- 2012: Europäischer Preis für Literatur

## Underground
Das international erfolgreiche und preisgekrönte Buch Underground oder Ein Held unserer Zeit von 1998 handelt von einem obdachlosen Schriftsteller, der brutal mit der Armut und Willkür im Moskau der 1990er-Jahre konfrontiert wird und im Gegensatz zu anderen Dissidenten seine Ideale nicht an die korrupte „neue Elite“ (siehe auch Oligarchen) verkauft hat. Das Elend aus Platznot, Alkoholismus, Gewalt, dem Verfall sozialer Beziehungen und persönlichen Schicksalsschlägen treiben den Protagonisten auf eine grausame Odyssee. Der Roman ist mit zahlreichen Verweisen an die russische Literatur des 18. und 19. Jahrhunderts, sowie Anleihen bei Dante, Homer, Joyce, Heidegger, Platon und Kafka geschrieben.
Der Titel des Romans ist aus den beiden Buchtiteln Aufzeichnungen aus dem Untergrund (1864) von Dostojewskij und
Ein Held unserer Zeit (1840) von Lermontow zusammengesetzt.

## Werke
- Benzinkönig, aus dem Russischen von Annelore Nitschke, Luchterhand Literaturverlag, München 2011 ISBN 978-3-630-87318-3 (Originaltitel: Asan, 2008)
- Der Schreck des Satyr beim Anblick der Nymphe, aus dem Russischen von Annelore Nitschke (2008). ISBN 978-3-630-87253-7
- Der kaukasische Gefangene – Drei Erzählungen, aus dem Russischen von Annelore Nitschke (2005, enthält auch Der Buchstabe A und Eine geglückte Liebesgeschichte). ISBN 3-630-87155-0
- Underground oder Ein Held unserer Zeit, aus dem Russischen von Annelore Nitschke (2003) – Roman. ISBN 3-442-73351-0
- Zwei Einsamkeiten (1995)
- Der Weg (1993)
- Der Nachzügler (1992)
- Moskau 1985 (1991)
- Menschenbilder (1991)
- Das Schlupfloch (1991)
- Der Verlust (1989)
- Stimmen, enthält noch Valetschka Tschekina. Bürger Flüchtig[A 1] (1989)
- Schönes Mädchen mit den grauen Augen (1989)
- Die Verfolgungsjagd (1987)
- Der Ausreißer, enthält noch Klutscharjow und Alimuschkin. Der Fluß mit der reißenden Strömung. Der Antileader (1987)
- Der Mann mit den zwei Gesichtern (1986)
- Der Wunderdoktor (1986)
- Der Wunderheiler (1984)
- Stimmen (1983)
- Alte Bücher oder das Portrait einer jungen Frau (1979)

bisher nicht auf Deutsch erschienen:
- Die grade Linie – Roman (1965)